# Ikki Arai
Ikki Arai (japanisch 新井 一耀 Arai Ikki; * 8. November 1993 in der Präfektur Chiba) ist ein japanischer Fußballspieler.

## Karriere
Arai erlernte das Fußballspielen in der Schulmannschaft der Shimizu Commercial High School und der Universitätsmannschaft der Juntendo-Universität. Seinen ersten Vertrag unterschrieb er 2016 bei den Yokohama F. Marinos. Der Verein spielte in der höchsten Liga des Landes, der J1 League. Für den Verein absolvierte er acht Erstligaspiele. Im August 2017 wechselte er auf Leihbasis zum Zweitligisten Nagoya Grampus. Am Ende der Saison 2017 stieg der Verein in die erste Liga auf. Nach Ende der Ausleihe wurde er 2018 fest verpflichtet. Die Saison 2019 wurde er an JEF United Chiba ausgeliehen. Hier bestritt er 29 Ligaspiele. Anfang 2020 wurde er von JEF fest unter Vertrag genommen. Nach 119 Zweitligaspielen unterschrieb er im Januar 2024 einen Vertrag beim ebenfalls in der zweiten Liga spielenden V-Varen Nagasaki.